# No Time for Sleeping
"No Time for Sleeping" – piosenka dance pop niemieckiego girlsbandu La ViVe, promująca pierwszy album No Sleep.

## Lista utworów

### CD single
1. "No Time for Sleeping" (feat. Sarah, Meike, Julia & Esra) — 03:31
2. "No Time for Sleeping" (feat. Sarah, Meike, Julia & Katrin) — 03:31
3. "No Time for Sleeping" (feat. Sarah, Meike, Julia & Pascaline) — 03:31
4. "No Time for Sleeping" (feat. Sarah, Meike, Julia & Yonca) — 03:31

## Pozycje
| Wykresy (2010)         | Nr pozycji |
| ---------------------- | ---------- |
| German Downloads Chart | 14         |
| German Singles Chart   | 13         |